# Vlaamse Concentratie (vzw)
Vlaamse Concentratie was een van de drie vzw's rond het Vlaams Blok die in 2004 veroordeeld werden voor racisme.
Deze vereniging werd in 1989 opgericht. Het Belgisch Staatsblad leert nog het volgende over deze vzw:
- Nummer van de vereniging : 1463589[bron?]
- Voorzitter op het moment van de veroordelingen in 2004: Frank Vanhecke.

De vzw werd eind 2010 stopgezet.